# Мануй
Мануй — река на острове Сахалин. Впадает в залив Терпения Охотского моря. Протекает по Долинскому городскому округу Сахалинской области. Длина реки составляет — 37 км, площадь водосборного бассейна насчитывает 173 км².

## Данные водного реестра
По данным государственного водного реестра России относится к Амурскому бассейновому округу.
Код объекта в государственном водном реестре — 20050000212118300005390.